# 开播及收播
开播、收播，亦称作开台、收台，是指广播电台、电视台等廣播台全天开始或结束播出的行為。现今越来越多的电视台或广播电台实现了24小时播出，但即便是24小时播出，也有机会出现停机检修的情况。

## 形式
目前大多数非24小时播放的电视台或广播电台都会在早上开始全天的节目播出。在正式开播前，电视台一般都会播出检验图，可能配有音乐或者其它测试音，也可能完全静音；广播电台可能会播出测试音乐，也可能只发射空载波。正式开播时，电视台或广播电台一般会播出频道或者频率的宣传片、欢迎词、当日节目预告、国歌、台歌等（上述内容不一定全部播放，因电台或电视台而异）。
收播的情形与开播相反，广播电台或电视台在全天节目播出完毕之后，会播出频道或者频率的宣传片、收播提示、下次播出时的节目预告、国歌、台歌等（上述内容不一定全部播放，因电台或电视台而异），一些电视台还会安排一节简明新闻或天气预报，之后电视台输出检验图（地面模拟电视可能直接由电视台或发射台切断信号），电台输出空载波或试机音乐。收播一般在深夜进行，但也有一些地区会在白天特定时段收播检修（如中国内地的电台及电视台早年会安排在周二下午进行检修）。

## 引用
1. ↑  ,   [2021-05-04], （原始内容存档于2021-05-05） （中文（中国大陆））